# Condado de Marshall (Iowa)
El condado de Marshall (en inglés: Marshall County, Iowa), fundado en 1846, es uno de los 99 condados del estado estadounidense de Iowa. En el año 2000 tenía una población de 39 311 habitantes con una densidad poblacional de 27 personas por km². La sede del condado es Marshalltown.

## Historia
El Condado de Marshall, fue formado el 13 de enero de 1846.

## Geografía
Según la Oficina del Censo, el condado tiene un área total de 1484 km² (573 mi²), de la cual 1482 km² (572,2 mi²) es tierra y 2 km² (0,8 mi²) es agua.

### Condados adyacentes
- Condado de Hardin noroeste
- Condado de Grundy noreste
- Condado de Tama este
- Condado de Jasper sur
- Condado de Story oeste

## Demografía
En el 2000 la renta per cápita promedia del condado era de $38 268, y el ingreso promedio para una familia era de $46 627. El ingreso per cápita para el condado era de $19 176. En 2000 los hombres tenían un ingreso per cápita de $33 809 contra $24 063 para las mujeres. Alrededor del 10.20% de la población estaba bajo el umbral de pobreza nacional.
| 1900   | 1910   | 1920   | 1930   | 1940   | 1950   | 1960   | 1970   | 1980   | 1990   | 2000   | Est.2006 |
| ------ | ------ | ------ | ------ | ------ | ------ | ------ | ------ | ------ | ------ | ------ | -------- |
| 29 991 | 30 279 | 32 630 | 33 727 | 35 406 | 35 611 | 37 984 | 41 076 | 41 652 | 38 276 | 39 311 | 39 555   |

## Lugares

### Ciudades y pueblos
- Albion
- Clemons
- Ferguson
- Gilman
- Haverhill
- Laurel
- Le Grand
- Liscomb
- Marshalltown
- Melbourne
- Rhodes
- St. Anthony
- State Center

### Principales carreteras
- U.S. Highway 30
- Carretera de Iowa 14
- Carretera de Iowa 96
- Carretera de Iowa 146
- Carretera de Iowa 330